# Prix Murasaki-Shikibu

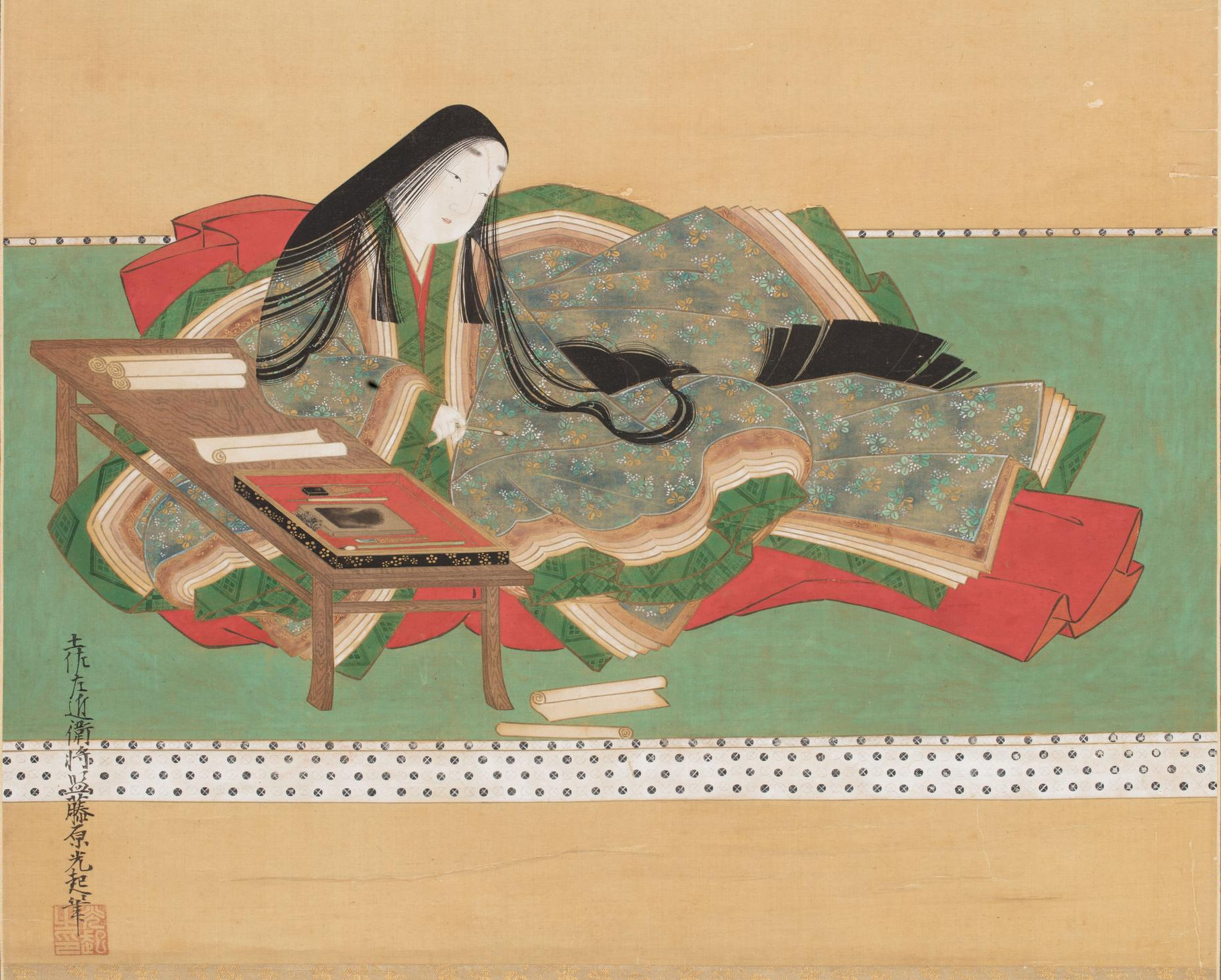
Portrait-icône de Murasaki Shikibu (Murasaki Shikibu zu), XVIIe siècle, par Tosa Mitsuoki. Son nom est associé à la ville d'Uji qui décerne le prix.

Le prix Murasaki-Shikibu de littérature (紫式部文学賞), Murasaki Shikibu Bungakushō) est décerné tous les ans depuis 1991 par la ville d'Uji (préfecture de  Kyoto) et le comité d'éducation de la ville. Le prix, créé à la mémoire de l'écrivaine Murasaki Shikibu dont le nom est associé à la ville, est attribué à des écrivaines pour récompenser des ouvrages de fiction remarquables et des travaux sur la littérature. Les lauréates reçoivent une médaille de bronze et une somme de 2 millions de yens. La demande d'inscription au prix est limitée à 1 000 participants. Si le nombre de candidates dépasse cette limite, un tirage au sort décide alors de la participation. La cérémonie de remise du prix se tient dans la grande salle du centre culturel d'Uji.

## Liste des lauréates
- 1991 : Akiko Ishimaru pour Shikishi-naishinnō den – omokagebi towa Hōnen (式子内親王伝－面影びとは法然－)
- 1992 : Kaori Ekuni pour Kirakira hikaru (きらきらひかる)
- 1993 : Michiko Ishimure pour Izayoi hashi (十六夜橋)
- 1994 : Keiko Iwasaka pour Yodo ni chikai machi kara (淀川に近い町から)
- 1995 : Banana Yoshimoto pour Amurita (アムリタ)
- 1996 : Sumie Tanaka pour Otto no shimatsu (夫の始末)
- 1997 : Murata Kiyoko pour Kanijo (蟹女)
- 1998 : Fumi Saitō pour Saitō Fumi zenkashū (齋藤史全歌集)
- 1999 : Hiromi Kawakami pour Kamisama (神様)
- 2000 : Kazuko Saegusa pour Kusuko no kyō (薬子の京)
- 2001 : Taeko Tomioka pour Orikuchi Shinobu nōto (釋迢空ノート)
- 2002 : Yueko Kawano pour Aruku (歩く)
- 2003 : Minako Ōba pour Urayasu uta nikki (浦安うた日記)
- 2004 : Machi Tawara pour Aisuru Genji monogatari (愛する源氏物語)
- 2005 : Yūko Tsushima pour Nara repōto (ナラ・レポート)
- 2006 : Kaho Nashiki pour Shōchi no aru mori o nukete (沼地のある森を抜けて)
- 2007 : Akiko Baba pour Uta setsuwa no sekai (歌説話の世界)
- 2008 : Hiromi Itō pour Togenuki. shin Sugamo jizō engi (とげ抜き 新巣鴨地蔵縁起)
- 2009 : Natsuo Kirino pour Joshinki (女神記)
- 2010 : Mieko Kawakami pour Heaven (ヘヴン, hevun)
- 2011 : Yōko Tawada pour Nisō to kyūppido no yumi (尼僧とキューピッドの弓)
- 2012 : Kunie Iwahashi pour Hyōden meiro Nogami Yaeko o nukete mori e (評伝　野上彌生子−迷路を抜けて森へ)

## Comité de sélection
- 1991–2005 : Takeshi Umehara, Michitarō Tada, Seiko Tanabe, Jakuchō Setouchi
- 2006–2007 : Takeshi Umehara, Hiromi Kawakami, Seiji Takeda, Michitarō Tada, Murata Kiyoko
- depuis 2008 : Tada Michitarō décédè le 2 décembre 2007 est remplacé par Tadami Suzuki.